# Tim Berni
Tim Berni (Männedorf, Suiza, 11 de febrero de 2000) es un jugador profesional suizo de hockey sobre hielo que se desempeña en la posición de defensor izquierdo en Columbus Blue Jackets, equipo de la National Hockey League (NHL).

## Carrera
Fue seleccionado en la sexta ronda en la NHL Entry Draft de 2018. En 2022 hizo su debut profesional con el equipo Columbus Blue Jackets, donde lleva jugando una temporada.